# Rix (Jura)
Rix é uma comuna francesa na região administrativa de Borgonha-Franco-Condado, no departamento de Jura. Estende-se por uma área de 5,17 km². Em 2010 a comuna tinha 80 habitantes (densidade: 15,5 hab./km²).